# Forco
Forco (en latín Phorcus) es, en la mitología romana, el hijo de Neptuno y de la ninfa Toosa. Según dice Varrón, era rey de las islas de Cerdeña y Córcega. Habiendo sido vencido por Atlante, fue destronado y oprimido por este. Al ser transformado en dios marino, se le honró como jefe de los tritones y de las restantes divinidades subalternas del mar, que los poetas llamaban “exercitus Phorci, chorus Forci” (ejército y coro de Forco).

Es descrito en la comitiva de Neptuno:
«Desaparecen las nubes borrascas del ámbito de cielo. Y aflora la variada traza de su cortejo: las ingentes ballenas, el coro inveterado de Glauco, Palemón, hijo de Ino [Leucótea], y los raudos tritones. Y el ejército todo de Forco. A la izquierda van Tetis y Mélite y la virgen Panopea y Nisee y Espío y Talía y Cimodoce».